# Uriah Tracy
Uriah Tracy (Franklin, 2 febbraio 1755 – Washington, 19 luglio 1807) è stato un avvocato e politico statunitense proveniente dal Connecticut, che rappresentò alla Camera dei rappresentanti degli Stati Uniti dal 1793 al 1796 ed al Senato dal 1796 al 1807. Dal maggio al novembre 1800 fu anche Presidente pro tempore del Senato degli Stati Uniti.

## Gioventù e inizi della carriera
Nacque a Franklin, nella Colonia del Connecticut ed in gioventù ricevette una educazione liberale. Il suo nome compare in una compagnia di Roxbury che rispose alla chiamata di Lexington all'inizio della guerra d'indipendenza americana. In seguito fu arruolato nella compagnia Roxbury come impiegato.
Nel 1778 si laureò all'Università Yale, avendo frequentato nello stesso periodo di Noah Webster. Fu ammesso alla professione forense nel 1781 e praticò a Litchfield per molti anni.
Tracy ebbe cinque figli con Susannah Bull: Sally, Susan, Julia, George e Caroline; tutti e cinque arrivarono all'età adulta. La figlia Sally si sposò con il giurista James Gould.

## Carriera politica
Fu eletto nella legislatura dello stato dal 1788 al 1793 e alla Camera dei rappresentanti degli Stati Uniti dall'8 aprile 1793 al 13 ottobre 1796, come federalista.
Lasciò la Camera quando fu eletto al Senato, per sostituire Jonathan Trumbull Jr. che si era dimesso.
Nel 1803, insieme ad altri politici della Nuova Inghilterra, propose la secessione della regione dall'Unione a causa della crescente influenza dei democratici jeffersoniani che avevano contribuito all'Acquisto della Louisiana, che pensavano potesse diminuire l'influenza del nord dell'Unione.
Tracy morì a Washington il 19 luglio 1807 all'età di 52 anni, dopo una lunga malattia che portò a un edema. Fu il primo membro del Congresso ad essere sepolto nel Cimitero del Congresso; tra i suoi discendenti vi sono il matematico Curtis Tracy McMullen e l'autrice Jeanie Gould.
Il 25 ottobre 1807 Chauncey Goodrich venne eletto dall'Assemblea generale del Connecticut per coprire la parte rimanente del mandato di Tracy al Senato.